# Monsieur Verdoux
Monsieur Verdoux és una pel·lícula estatunidenca de comèdia negra del 1947 dirigida i protagonitzada per Charles Chaplin, considerada una obra mestra, que interpreta un bígam assassí de dones inspirat en l'assassí en sèrie Henri Désiré Landru. L'elenc de suport inclou Martha Raye, William Frawley, Marilyn Nash i Isobel Elsom.
Segons Orson Welles, la idea inicial per a la pel·lícula va venir quan Welles, desenvolupant una pel·lícula pròpia, es va inspirar a contractar a Chaplin com un personatge basat en Landrú; però Chaplin va retrocedir a l'últim minut, no volent actuar per a un altre director. Segons Welles, Chaplin va comprar el guió de Welles i va reescriure diverses seccions importants, incloent-hi el final i el que Welles va dir era «la seqüència més divertida de Verdoux»; l'única escena específica a què Welles va concedir crèdit és la d'obertura. També va reconèixer que Chaplin afirma no tenir memòria de rebre un guió de Welles, i que creu que Chaplin estava dient la veritat quan deia això. Welles creia que una versió dirigida per ell hauria estat millor, ja que considerava Chaplin un «geni» com a actor, però merament competent com a director; no obstant això, Welles necessitava urgentment els diners, i així va cedir tots els drets del guió.
Va estar nominada a l'Oscar al millor guió original.

## Repartiment
- Charles Chaplin: Henri Verdoux
- Mady Correll: Mona Verdoux
- Allison Roddan: Peter Verdoux
- Robert Lewis: Maurice Bottello
- Audrey Betz: Martha Bottello
- Martha Raye: Annabella Bonheur

## Context
Aquesta etapa de la carrera de Charles Chaplin, iniciada amb Monsieur Verdoux, cal situar-la en un context tant fílmic com vital. La seva agitada vida durant els anys anteriors al rodatge d'aquesta pel·lícula va exercir una gran influència en el seu estil. Chaplin va participar activament en totes les fases de la creació del film.
Charles Chaplin, amb un bon coneixement d'home de negocis, va convertir tots els seus béns i accions en capital líquid poc abans de l'ensulsiada de l'economia del 1929, i va perdre molt poc capital. El productor de Monsieur Verdoux, Samuel Goldwyn, va arribar a dir que Chaplin era l'únic gran capitalista que coneixia. Això contrasta amb les posteriors acusacions de comunisme que va sofrir, i està present en la caracterització del personatge de Verdoux.